# Liste der Bodendenkmale in Fahrenkrug
In der Liste der Bodendenkmale in Fahrenkrug sind die Bodendenkmale der Gemeinde Fahrenkrug nach dem Stand der Bodendenkmalliste des Archäologischen Landesamts Schleswig-Holstein von 2016 aufgelistet.
| Denkmal-ID           | Befundart               | Bezeichnung   | Zeitstellung                 | Lage | Bemerkungen                                                                     | Bild |
| -------------------- | ----------------------- | ------------- | ---------------------------- | ---- | ------------------------------------------------------------------------------- | ---- |
| aKD-ALSH-Nr. 004 275 | Grabmal > Grabhügel     | Grabhügel     | Vor- und/oder Frühgeschichte |      |                                                                                 |      |
| aKD-ALSH-Nr. 004 276 | Grabmal > Grabhügel     | Grabhügel     | Vor- und/oder Frühgeschichte |      |                                                                                 |      |
| aKD-ALSH-Nr. 004 277 | Grabmal > Grabhügel     | Grabhügel     | Vor- und/oder Frühgeschichte |      |                                                                                 |      |
| aKD-ALSH-Nr. 004 278 | Grabmal > Grabhügel     | Grabhügel     | Vor- und/oder Frühgeschichte |      |                                                                                 |      |
| aKD-ALSH-Nr. 004 279 | Grabmal > Grabhügel     | Grabhügel     | Vor- und/oder Frühgeschichte |      |                                                                                 |      |
| aKD-ALSH-Nr. 004 280 | Grabmal > Grabhügel     | Grabhügel     | Vor- und/oder Frühgeschichte |      |                                                                                 |      |
| aKD-ALSH-Nr. 004 281 | Grabmal > Grabhügel     | Grabhügel     | Vor- und/oder Frühgeschichte |      |                                                                                 |      |
| aKD-ALSH-Nr. 004 282 | Grabmal > Großsteingrab | Steinkammer 1 | Neolithikum, Bronzezeit      |      | Hügel mit jungsteinzeitlichem Dolmen und zwei bronzezeitlichen Nachbestattungen |      |
| aKD-ALSH-Nr. 004 283 | Grabmal > Grabhügel     | Grabhügel     | Vor- und/oder Frühgeschichte |      |                                                                                 |      |
| aKD-ALSH-Nr. 004 284 | Grabmal > Grabhügel     | Grabhügel     | Vor- und/oder Frühgeschichte |      |                                                                                 |      |
| aKD-ALSH-Nr. 004 285 | Grabmal > Grabhügel     | Grabhügel     | Vor- und/oder Frühgeschichte |      |                                                                                 |      |
| aKD-ALSH-Nr. 004 286 | Grabmal > Grabhügel     | Grabhügel     | Vor- und/oder Frühgeschichte |      |                                                                                 |      |
| aKD-ALSH-Nr. 004 287 | Grabmal > Grabhügel     | Grabhügel     | Vor- und/oder Frühgeschichte |      |                                                                                 |      |
| aKD-ALSH-Nr. 004 288 | Grabmal > Grabhügel     | Grabhügel     | Vor- und/oder Frühgeschichte |      |                                                                                 |      |
| aKD-ALSH-Nr. 004 289 | Grabmal > Grabhügel     | Grabhügel     | Vor- und/oder Frühgeschichte |      |                                                                                 |      |
| aKD-ALSH-Nr. 004 290 | Grabmal > Grabhügel     | Grabhügel     | Vor- und/oder Frühgeschichte |      |                                                                                 |      |
| aKD-ALSH-Nr. 004 291 | Grabmal > Grabhügel     | Grabhügel     | Vor- und/oder Frühgeschichte |      |                                                                                 |      |
| aKD-ALSH-Nr. 004 292 | Grabmal > Grabhügel     | Grabhügel     | Vor- und/oder Frühgeschichte |      |                                                                                 |      |
| aKD-ALSH-Nr. 004 293 | Grabmal > Grabhügel     | Grabhügel     | Vor- und/oder Frühgeschichte |      |                                                                                 |      |
| aKD-ALSH-Nr. 004 294 | Grabmal > Grabhügel     | Grabhügel     | Vor- und/oder Frühgeschichte |      |                                                                                 |      |
| aKD-ALSH-Nr. 004 295 | Grabmal > Grabhügel     | Grabhügel     | Vor- und/oder Frühgeschichte |      |                                                                                 |      |
| aKD-ALSH-Nr. 004 296 | Grabmal > Grabhügel     | Grabhügel     | Vor- und/oder Frühgeschichte |      |                                                                                 |      |
| aKD-ALSH-Nr. 004 528 | Grabmal > Grabhügel     | Grabhügel     | Vor- und/oder Frühgeschichte |      |                                                                                 |      |